# Lleis de De Morgan

Representació gràfica de les lleis de De Morgan

Les lleis de De Morgan són una part de la lògica proposicional i analítica, i va ser creada per Augustus De Morgan (Madurai, 1806 - Londres, 1871).

## Història
Les lleis porten el nom d’Augustus De Morgan (1806–1871), que va introduir una versió formal de les lleis a la lògica proposicional clàssica. La formulació de De Morgan va estar influenciada per l’algebraització de la lògica empresa per George Boole, que posteriorment va consolidar la pretensió de De Morgan a la troballa. Tot i això, Aristòtil va fer una observació similar, que era coneguda pels lògics grecs i medievals. Per exemple, al segle xiv, Guillem d'Ockham va escriure les paraules que resultarien llegint les lleis. Jean Buridan, a la seva Summulae de Dialectica, també descriu les regles de conversió que segueixen les línies de les lleis de De Morgan. Tot i així, a De Morgan se li dona el mèrit d’enunciar les lleis en els termes de la lògica formal moderna i d’incorporar-les al llenguatge de la lògica. Les lleis de De Morgan es poden demostrar fàcilment i fins i tot poden semblar trivials. Tanmateix, aquestes lleis són útils per fer inferències vàlides en proves i arguments deductius.

## Les lleis de De Morgan
Les lleis de De Morgan declaren que la suma de n variables globalment negades (o invertides) és igual al producte de les n variables negades individualment, i que inversament, el producte de n variables globalment negades és igual a la suma de les n variables negades individualment.
{\displaystyle \lnot (A\cup B)\leftrightarrow (\lnot A)\cap (\lnot B)}
{\displaystyle \lnot (A\cap B)\leftrightarrow (\lnot A)\cup (\lnot B)}

## Prova
Cal utilitzar les taules de valors de veritat,
| {\displaystyle \lnot (A\cup B)\leftrightarrow (\lnot A)\cap (\lnot B)} |                   |                         |                                 |                         |                         |                                         |
| {\displaystyle A}                                                      | {\displaystyle B} | {\displaystyle A\cup B} | {\displaystyle \lnot (A\cup B)} | {\displaystyle \lnot A} | {\displaystyle \lnot B} | {\displaystyle (\lnot A)\cap (\lnot B)} |
| V                                                                      | V                 | V                       | F                               | F                       | F                       | F                                       |
| V                                                                      | F                 | V                       | F                               | F                       | V                       | F                                       |
| F                                                                      | V                 | V                       | F                               | V                       | F                       | F                                       |
| F                                                                      | F                 | F                       | V                               | V                       | V                       | V                                       |

## Demostració formal
{\displaystyle {\overline {A\cap B}}={\overline {A}}\cup {\overline {B}}} si i només si {\displaystyle {\overline {A\cap B}}\subseteq {\overline {A}}\cup {\overline {B}}} i {\displaystyle {\overline {A\cap B}}\supseteq {\overline {A}}\cup {\overline {B}}}.
per a qualsevol x:
{\displaystyle \subseteq } inclusió:
{\displaystyle x\in {\overline {A\cap B}}}
{\displaystyle x\notin {A\cap B}}
{\displaystyle x\notin A} o {\displaystyle x\notin B}
{\displaystyle x\in {\overline {A}}} o {\displaystyle x\in {\overline {B}}}
{\displaystyle x\in {\overline {A}}\cup {\overline {B}}}
Per tant, {\displaystyle {\overline {A\cap B}}\subseteq {\overline {A}}\cup {\overline {B}}}
{\displaystyle \supseteq } inclusió:
{\displaystyle x\in {\overline {A}}\cup {\overline {B}}}
{\displaystyle x\in {\overline {A}}} o {\displaystyle x\in {\overline {B}}}
{\displaystyle x\notin A} o {\displaystyle x\notin B}
{\displaystyle x\notin {A\cap B}}
{\displaystyle x\in {\overline {A\cap B}}}
Per tant, {\displaystyle {\overline {A\cap B}}\supseteq {\overline {A}}\cup {\overline {B}}}

{\displaystyle {\overline {A\cap B}}\subseteq {\overline {A}}\cup {\overline {B}}} i {\displaystyle {\overline {A\cap B}}\supseteq {\overline {A}}\cup {\overline {B}}} per tant {\displaystyle {\overline {A\cap B}}={\overline {A}}\cup {\overline {B}}} Q.E.D.

per {\displaystyle {\overline {A\cup B}}={\overline {A}}\cap {\overline {B}}} es pot utilitzar un mètode similar.

## Amb proposicions
La prova utilitza l'associativitat i la distributivitat de les lleis {\displaystyle \cap } i {\displaystyle \cup }.
- Veritat
- Si veritat per n

{\displaystyle \lnot (a_{1}\cap a_{2}\cap ...\cap A_{n}\cap A_{n+1})}
{\displaystyle \leftrightarrow \lnot ((a_{1}\cap a_{2}\cap ...\cap A_{n})\cap A_{n+1})}
{\displaystyle \leftrightarrow (\lnot (a_{1}\cap a_{2}\cap ...\cap A_{n}))\cup (\lnot A_{n+1})}
{\displaystyle \leftrightarrow (\lnot a_{1})\cup (\lnot a_{2})\cup ...\Cup (\lnot A_{n})\cup (\lnot A_{n+1})}